# Ceracanthia
Ceracanthia is een geslacht van vlinders van de familie snuitmotten (Pyralidae), uit de onderfamilie Phycitinae.

## Soorten
- C. mamella Dyar, 1919
- C. vepreculella Ragonot, 1893